# 张似旭
张似旭（1900年—1940年7月19日），男，广东饶平人，上海《大美晚报》中文版发行人，因宣传中国抗日战争死于极司非尔路76号特务暗杀。

## 生平
1900年，张似旭出生于中国广东省饶平县隆都白水湖乡（今属汕头市澄海区），早年毕业于汕头市华英学校，随后留学美国，获宾夕法尼亚州哈佛福德大学历史学学士学位及哥伦比亚大学新闻学硕士学位后回国。妻子是犹他州盐湖城的名门闺秀。1924年回国，在天津英文《华北星报》（the North China Star）任记者、编辑。后出任东吴大学任教授。1927年，任外交公署驻沪办事处特派员一等秘书。旋任上海民国新闻社总编辑。
1930年，张似旭任上海美商《大陆报》（China Press）编辑主任。1932年，出任国民政府外交部情报司司长，5月5日，代表首席代表郭泰祺（因伤入住宏恩医院）前往英领事署出席签订《中日停战协定》的会议。后放弃从政，从事晚报及保险事业，任美商友邦人寿保险公司营业部主任、美商《大美晚报》（Shanghai Evening Post and Mercury）中文版发行人、大美出版公司经理，并在大夏大学商学院执教，讲授保险学课程。他以编辑政治消息灵通著称，大量公开报道抗日信息和言论。并参加了宋庆龄发起组织的“保卫中国同盟”上海分会，用“节约救济”、“文化之夜”方式捐款支援新四军。1938年，又创办《大美画报》，宣传中国抗日战争。
1940年7月1日，张似旭受到汪精卫政府通缉。1940年7月19日下午，张似旭在上海公共租界内静安寺路（今南京西路）德商起士林餐厅二楼喝咖啡时被极司非尔路76号特务从背后开枪打死。7月23日，在贝当路（今衡山路）上海国际礼拜堂举行追思礼拜，有中外人士600余人参加，安葬于上海虹桥公墓。